# John Brewer Brown
John Brewer Brown (ur. 13 maja 1836 w Filadelfii, Pensylwania, zm. 10 maja 1894) – amerykański polityk związany z Partią Demokratyczną. W latach 1892–1893 był przedstawicielem pierwszego okręgu wyborczego w stanie Maryland w Izbie Reprezentantów Stanów Zjednoczonych.